# 意大利电影

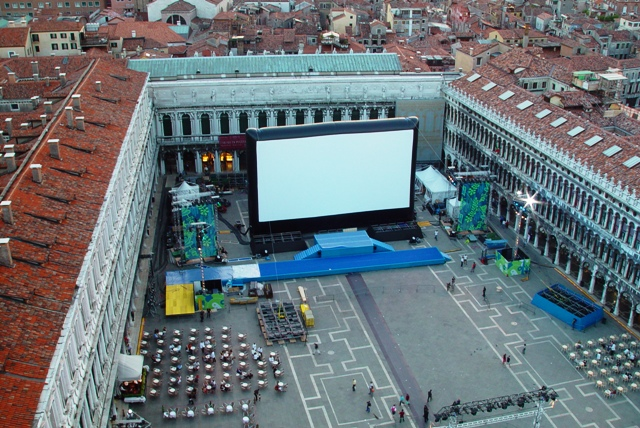
威尼斯聖馬可廣場上的電影螢幕

義大利電影（義大利語：cinema italiano）是指在義大利製作或由義大利人製作的電影。義大利在法國盧米埃兄弟開始拍攝電影幾個月之後就開始發展電影，孕育出許多著名電影導演。而義大利電影的發展對於其他國家的電影也有深遠的影響，例如新寫實主義。
意大利电影界的历史始于卢米埃尔兄弟开始展出影片几个月后。第一位意大利导演被认为是于1896年拍摄良十三世的卢米埃尔兄弟的合作者维多利奥·卡尔奇纳。最初的意大利电影于1896年摄于意大利半岛的主要城市。这些简短的实验性影片立即引起了大众的兴趣，从而鼓励制作方拍摄新的电影——这最终为真正的电影业的诞生奠定了基础。在20世纪早期直到一战结束，无声电影不断发展，将众多意大利电影明星推上荧幕。20世纪早期改编自书籍和舞台剧的艺术电影和史诗片包括奥赛罗（1906年）、庞贝最后的日子（1908年）、地狱（1911年）、你要去哪里（1913年）和卡比利亚（1914年）。意大利电影制作人使用了复杂的布景、精心制作的戏服和破纪录的预算来拍摄开创性的电影。

## 外部連結
- Italica - Moments of Italian Cinema
- Spaghetti Violence: A Guide to Italian Genre Cinema
- Italian Cinema Special, May 2010 issue of Sight & Sound magazine
- Italian Production Agency

1. 1 2 3  .   [1 January 2022]. （原始内容存档于20 March 2018） （法语）.
2. 1 2 3  .   [1 January 2022]. （原始内容存档于21 March 2018） （意大利语）.
3. ↑  Moliterno, Gino. . Scarecrow Press. 2009: 243. ISBN 978-0-8108-7059-8 （意大利语）.